# AnnaSophia Robb
AnnaSophia Robb (Denver, 8 dicembre 1993) è un'attrice statunitense.

## Biografia
AnnaSophia Robb nasce nel 1993, figlia unica di Janet e David Robb. La sua prima comparsa è stata nella pubblicità, per poi partecipare come protagonista in Samantha: An American Girl Holiday. Il suo primo ruolo cinematografico è nel film Il mio amico a quattro zampe con Jeff Daniels. La notorietà internazionale giunge recitando nel film La fabbrica di cioccolato di Tim Burton al fianco di Johnny Depp, nel ruolo di Violetta Beauregarde, e soprattutto dopo essere stata reclutata dalla Walt Disney Pictures per recitare la parte di Leslie Burke in Un ponte per Terabithia, una pellicola creata in associazione con Walden Media e prodotta attraverso la MovieMax e per la cui colonna sonora ha inciso il singolo Keep Your Mind Wide Open. 
Nel 2007 ha recitato nel film I segni del male con Hilary Swank e ha ottenuto una parte in Jumper - Senza confini nel ruolo della giovane Millie. Nel 2008 recita al fianco di Charlize Theron in Sleepwalking nel ruolo di Tara. Ha anche recitato in Have Dreams, Will Travel nel ruolo di Cassie e nel film commedia Dubitando di Thomas - Bugie e spie. Fa parte del cast di Corsa a Witch Mountain, con Dwayne Johnson, e di Soul Surfer, film tratto da una vicenda realmente accaduta, nel ruolo della surfista Bethany Hamilton, caratterizzata dall'avere un braccio solo, ruolo che la Robb ha dovuto interpretare indossando un guanto verde lungo tutto il braccio sinistro, poi rimosso in post-produzione. Ha interpretato la giovane protagonista Carrie Bradshaw per la CW nella serie tv The Carrie Diaries.
Nel 2021 è apparsa nel video musicale Shivers di Ed Sheeran. Nel clip il cantante incontra AnnaSophia in una tavola calda, da dove ha inizio una travolgente storia d'amore.

## Filmografia

### Attrice

#### Cinema
- Il mio amico a quattro zampe (Because of Winn-Dixie), regia di Wayne Wang (2005)
- La fabbrica di cioccolato (Charlie and the Chocolate Factory), regia di Tim Burton (2005)
- Un ponte per Terabithia (Bridge to Terabithia), regia di Gábor Csupó (2007)
- I segni del male (The Reaping), regia di Stephen Hopkins (2007)
- Have Dreams, Will Travel, regia di Brad Isaacs (2007)
- Sleepwalking, regia di William Maher (2008)
- Jumper - Senza confini (Jumper), regia di Doug Liman (2008)
- Dubitando di Thomas - Bugie e spie (Spy School), regia di Mark Blutman (2008)
- Corsa a Witch Mountain (Race to Witch Mountain), regia di Andy Fickman (2009)
- The Space Between, regia di Travis Fine (2010)
- Soul Surfer, regia di Sean McNamara (2011)
- C'era una volta un'estate (The Way, Way Back), regia di Nat Faxon e Jim Rash (2013)
- Jack di cuori, regia di Janet Grillo (2015)
- The Crash - Minaccia a Wall Street (The Crash), regia di Aram Rappaport (2017)
- Dark Hall (Down a Dark Hall), regia di Rodrigo Cortés (2018)
- Quello che tu non vedi (Words on Bathroom Walls), regia di Thor Freudenthal (2020)
- Lansky, regia di Eytan Rockaway (2021)
- Rebel Ridge, regia di Jeremy Saulnier (2024)
- Holiday House, regia di Alex Heller (2024) – cortometraggio

#### Televisione
- Samantha: An American Girl Holiday, regia di Nadia Tass – film TV (2004)
- Drake & Josh – serie TV, episodio 2x10 (2004)
- The Carrie Diaries – serie TV, 26 episodi (2013-2014)
- Mercy Street – serie TV, 12 episodi (2016-2017)
- The Act – serie TV, 6 episodi (2019)
- Tanti piccoli fuochi (Little Fires Everywhere) – miniserie TV, 2 puntate (2020)
- Dr. Death – serie TV, 5 episodi (2021)
- I segreti di Grosse Pointe (Grosse Pointe Garden Society) – serie TV, 13 episodi (2025)

### Doppiatrice
- La fabbrica di cioccolato (2005)
- Danny Phantom – serie TV, episodio 2x14 (2006)
- Khumba, regia di Anthony Silverston (2013)
- Robot Chicken – serie TV, episodio 7x10 (2014)

## Riconoscimenti
- Critics' Choice Awards
  - 2007 – Candidatura per la miglior giovane attrice per Un ponte per Terabithia

- Teen Choice Awards
  - 2013 – Candidatura per la miglior star emergente per The Carrie Diaries

- Young Artist Award
  - 2005 – Candidatura per la miglior performance in un film, miniserie o special – giovane attrice protagonista per Samantha: An American Girl Holiday
  - 2006 – Candidatura per la miglior performance in un film – attrice protagonista per Il mio amico a quattro zampe
  - 2007 – Candidatura per la miglior performance in un film – attrice protagonista per Un ponte per Terabithia
  - 2007 – Candidatura per la miglior performance in un film – giovane cast per Un ponte per Terabithia

- Young Hollywood Awards
  - 2013 – Superstar of Tomorrow

## Doppiatrici italiane
Nelle versioni in italiano delle opere in cui ha recitato, AnnaSophia Robb è stata doppiata da:
- Joy Saltarelli in Jumper - Senza confini, Soul Surfer, Dark Hall, Quello che tu non vedi, Lansky
- Giulia Franceschetti ne Il mio amico a quattro zampe, I segni del male, Corsa a Witch Mountain, Tanti piccoli fuochi
- Letizia Ciampa in Un ponte per Terabithia, The Carrie Diaries, Dr. Death, Rebel Ridge
- Veronica Puccio in Sleepwalking, The Act
- Erica Necci in La fabbrica di cioccolato
- Melissa Maccari in Jack di cuori

Da doppiatrice è stata sostituita da:
- Donatella Fanfani ne La fabbrica di cioccolato (videogioco)
- Joy Saltarelli in Khumba
- Antonella Baldini in Robot Chicken